# Erigone jugorum
Erigone jugorum är en spindelart som beskrevs av Simon 1884. Erigone jugorum ingår i släktet Erigone och familjen täckvävarspindlar.
Artens utbredningsområde är Frankrike. Inga underarter finns listade i Catalogue of Life.